# Pontónoo
En la mitología griega, Pontónoo (Ποντόνοος) es un heraldo o mensajero del rey Alcínoo.
Es un personaje de los cantos VII y XIII de la Odisea. En el Canto XIII, se le pide que haga una mezcla de vino y miel y la distribuya entre todos los asistentes a las libaciones.